# Jean de Hautefeuille
Jean de Hautefeuille (* 20. März 1647 in Orléans; † 18. Oktober 1724 ebenda) war ein französischer Priester, Physiker und Erfinder.

## Biographie
De Hautefeuille wurde in Orléans als Sohn eines Bäckers geboren. In seiner Jugend kam er in Kontakt mit Maria Anna Mancini, Herzogin von Bouillon, die er auf Reisen durch Italien und England begleitete. Aufgrund ihrer Bestrebungen wurde er Priester der römisch-katholischen Kirche.
Eine der wichtigsten Erfindungen de Hautefeuilles war der Ersatz des Pendels durch eine Unruh als Taktgeber für Uhren. Um 1670 unterhielt er mit Christiaan Huygens einen Schriftwechsel, in dem de Hautefeuille die Spiralfeder vorschlug. Während auch Robert Hooke die Urheberschaft dieser Entdeckung für sich beanspruchte, hat Huygens als Erster eine Uhr mit Unruh gebaut.
De Hautefeuille führte auch Versuche auf dem Gebiet der Akustik aus, unter anderem untersuchte er das Sprachrohr und schrieb einen Aufsatz über das Echo, der 1718 durch die Akademie von Bordeaux ausgezeichnet wurde. Er entwarf auch verbesserte optische  Linsen und schlug eine Methode vor, Wasser durch die explosive Kraft des Schwarzpulvers zu befördern. Er interessierte sich auch für die Gezeiten und erfand das Thalassameter, ein Gerät zur Messung des Tidenhubs.
Im Jahr 1678 schlug de Hautefeuille eine frühe Form des Verbrennungsmotors mit Schwarzpulver vor (siehe Explosionsmotor), führte seine Ideen jedoch nicht aus. Er schlug jedoch im gleichen Jahr als Erster die Verwendung eines Kolbens in einer Wärmekraftmaschine vor. Huygens baute daraufhin zwei Jahre später einen solchen Prototyp.
Er führte nur selten seine Erfindungen aus, um sich Neuem widmen zu können. Die Pariser Akademie der Wissenschaften attestierte ihm zwar den Wert und Nutzen von mehreren seiner Erfindungen, beriet aber nie über seine Aufnahme. Am 14. Dezember 1687 wurde er jedoch zum Mitglied (Fellow) der Royal Society gewählt.

## Werke
- Problème d’acoustique curieux et intéressant, dont la solution est proposée aux savans, d’après les idées qu’en a laissées
- Au Roi [supplique de l’abbé de Hautefeuille au sujet de deux moyens qu’il a trouvés de connaître les longitudes sur la mer et pour lesquels les savants ne lui ont pas rendu justice]
- L’art de respirer sous l’eau. Et le moyen d’entretenir pendant un temps considerable la flamme enfermée dans un petit lieu. Omne principium rude & imperfectum, sed per additamenta artis, tractu temporis res perficiuntur. Seneca. Nulla res consummata est dum incipit. Idem. Seconde edition.
- L’art de respirer sous l’eau et le moyen d’entretenir pendant un tems [sic] considerable la flamme enfermée dans un petit lieu. Omne principium rude & imperfectum, sed per additamenta artis, tractu temporis, res perficiuntur. Nulla res consummata est, dum incipit.
- Saint Evremond
- Réfléxions sur quelques machines a élever les eaux
- Plaidoyer sur les magiciens et sur les sorciers
- Inventions nouvelles
- Sentiment de Mr de Hautefeuille ecrit à un de ses amis, sur le different du R. P. Malebranche prestre de l’Oratoire, & de Mr Regis, touchant l’apparence de la lune vûë à l’horison & au meridien, avec quelques particularitez concernant l’horlogerie.